# Parafia św. Jadwigi w Przedborowej
Parafia św. Jadwigi w Przedborowej znajduje się w dekanacie Ząbkowice Śląskie-Północ w diecezji świdnickiej. Była erygowana w 1945 r. Jej proboszczem jest ks. Marcin Kunat SAC.